# Keirrison
Keirrison de Souza Carneiro (* 3. Dezember 1988 in Dourados) ist ein brasilianischer Fußballspieler.

## Karriere
Der Stürmer wechselte im Sommer 2009 für eine Ablösesumme von 14 Millionen Euro nach Spanien zum FC Barcelona, wo er einen Fünfjahresvertrag unterschrieb. Zu Beginn der Saison 2009/10 wurde Keirrison jedoch, um Spielpraxis zu bekommen, an den portugiesischen Verein Benfica Lissabon ausgeliehen. Dort konnte er bei fünf Kurzeinsätzen keinen Treffer verzeichnen.
Am 31. Januar 2010 gab der AC Florenz die Verpflichtung von Keirrison bekannt, der für eineinhalb Jahre vom FC Barcelona ausgeliehen werden sollte.  Die Viola besaßen zudem eine Kaufoption (Ablöse 14 Millionen Euro) auf den Angreifer. Bei Florenz erzielte er in zehn Ligaspielen zwei Treffer.
Letztlich lief das Leihgeschäft mit Florenz doch nur bis zum Ende der Saison 2009/10, da Keirrison zur Saison 2010/11 in seine Heimat, zum FC Santos, auf Leihbasis zurückkehrte. Nach dieser Saison wechselte er auf Leihbasis bis Ende 2011 zum Cruzeiro Esporte Clube. Anschließend verlieh ihn der FC Barcelona bis Mitte 2014 an den Coritiba Foot Ball Club. Anschließend wurde er fest verpflichtet.

## Titel und Erfolge
Coritiba
- Staatsmeisterschaft von Paraná: 2008

Santos
- Copa Libertadores: 2011

Persönliche Erfolge
- Torschützenkönig der Série A von Brasilien: 2008 (21 Tore)
- Torschützenkönig der Staatsmeisterschaft von Paraná: 2008 (18 Tore)
- Prêmio Craque do Brasileirão / Entdeckung des Jahres: 2008
- Prêmio Arthur Friedenreich (Arthur Friedenreich-Preis): 2008 (41 Tore)